# Дюментон, Георгий Георгиевич
Георгий Георгиевич Дюментон (12 ноября 1926, Сочи, Черноморский округ, Северо-Кавказский край, РСФСР, СССР — 29 сентября 2020, Москва, Россия) — советский и российский философ

, социолог, кандидат философских наук, старший научный сотрудник Института истории естествознания и техники им. С. И. Вавилова РАН, почётный доктор Института социологии ФНИСЦ РАН. Один из участников концептуального футуристического градостроительного направления НЭР. Закончил высшее образование в МГУ.

## НЭР. Новый элемент расселения
Группа НЭР в МАрхИ разрабатывала новое концептуальное футуристическое направление в градостроительстве — Новый элемент расселения. Проект развивался в условиях жестких ограничений в советском градостроительстве, но оказал влияние на архитекторов—теоретиков и практиков. Идеи проекта были изложены в книге «Новый элемент расселения: на пути к новому городу» (Стройиздат, 1966 г.). Книга была переведена на множество языков, издана во многих странах и стала мировым архитектурным бестселлером.
История проекта «Новый элемент расселения» (НЭР) — начинается в 1950-х, когда группа студентов МАРХИ предложила новую модель типичного города при производстве, каких тогда проектировалось великое множество. Проект был дипломным, слушался при большом стечении народа и вызвал скандал: вместо того чтобы ориентироваться на потребности завода, город прежде всего учитывал потребности общения, развлечения, образования, творчества — для чего были предусмотрены соответствующие здания в центре.
Георгий Дюментон встал на сторону юных архитекторов, который в том числе помог группе в переложении и структурировании своих идей.
В составе группы НЭР социолог Г. Дюментон был приглашен к участию в нескольких выставках и мероприятиях, в том числе в 1968 г. в архитектурной Миланской Триеннале, в конце 1960-х во Всемирной выставке в Осаке 1970 года.

## Работа в Институте истории естествознания и техники РАН (Центр истории организации науки и науковедения)
С 1972 года работал в Институте истории естествознания и техники РАН (Центр истории организации науки и науковедения). Ранее был лаборантом на кафедре философии.
Являлся автором уникального мониторинга научных коммуникаций (1-й срез — 1967 г., 2-й срез — 1977 г., 3-й срез — 1987 г., 4-й срез — 1995 г., объектом которого все эти годы был коллектив Института молекулярной биологии Академии наук). Результаты исследований нашли отражение в ряде научных публикаций, прежде всего в его монографии «Сети научных коммуникаций и организация фундаментальных исследований» / Г. Г. Дюментон; ред. В. А. Ядов ; АН СССР, Ин-т истории естествознания и техники. — Москва : Наука, 1987. — 103, [2] с.
Проводил структурный анализ научных коллективов.